# 1958 год в кино

## Фильмы

### Мировое кино
- «Головокружение»/Vertigo, США (реж. Альфред Хичкок)
- «Дракула»/Dracula, Великобритания (реж. Теренс Фишер)
- «Жижи»/Gigi, США (реж. Винсент Миннелли)
- «Злоумышленники, как всегда, остались неизвестны»/I Soliti Ignoti, Италия (реж. Марио Моничелли)
- «И подбежали они»/Some Came Running, США (реж. Винсент Миннелли)
- «История монахини»/The Nun’s Story, США (реж. Фред Циннеман)
- «Каирский вокзал»/باب الحديد, Bāb al-Ḥadīd, букв. «Железные ворота», Египет (реж. Юсеф Шахин)
- «Корни неба»/The Roots of Heaven, США (реж. Джон Хьюстон)
- «Кошка на раскалённой крыше»/Cat on a Hot Tin Roof, США (реж. Ричард Брукс)
- «Лицо»/Ansiktet, Швеция (реж. Ингмар Бергман)
- «Любовники»/Les Amants, Франция (реж. Луи Маль)
- «Любовь под вязами»/Desire Under the Elms, США (реж. Делберт Манн)
- «Месть Франкенштейна»/The Revenge of Frankenstein, Великобритания (реж. Теренс Фишер)
- «Мой дядя»/Mon Oncle, Франция (реж. Жак Тати)
- «Монпарнас, 19»/Montparnasse 19, Франция, (реж. Жак Беккер)
- «Назарин»/Nazarín, Мексика (реж. Луис Буньюэль)
- «Нападение людей-кукол»/Attack of the Puppet People, США (реж. Берт Гордон)
- «Не пойман — не вор»/Ni vu… Ni connu…, Франция (реж. Ив Робер)
- «Пепел и алмаз»/Popiół i diament, Польша (реж. Анджей Вайда)
- «Печать зла»/Touch of Evil, США (реж. Орсон Уэллс)
- «Рядом с жизнью»/Nära livet, Швеция (реж. Ингмар Бергман)
- «Тайна острова Бэк-Кап»/Vynález zkázy, Чехословакия (реж. Карел Земан)
- «Такси, прицеп и коррида»/Taxi, Roulotte et Corrida, Франция (реж. Андрэ Юнебель)
- «Тихий американец»/The Quiet American, США (реж. Джозеф Манкевич)
- «Три негодяя в скрытой крепости»/隠し砦の三悪人, Япония (реж. Акира Куросава)

### Советское кино

#### Фильмы Азербайджанской ССР
- Её большое сердце (реж. Аждар Ибрагимов и Юлий Карасик)
- Мачеха (реж. Абиб Исмаилов)
- Пачка «Казбека» (реж. Рашид Атамалибеков)
- Тени ползут (реж. Исмаил Эфендиев и Шуа Шейхов)

#### Фильмы БССР
- «Красные листья», (реж. Владимир Корш-Саблин)
- «Счастье надо беречь»
- «Часы остановились в полночь», (реж. Николай Фигуровский)

#### Фильмы Грузинской ССР
- Акварель (реж. Отар Иоселиани).
- Мамлюк (реж. Давид Рондели).
- Маяковский начинался так (реж. Константин Пипинашвили).
- Последний из Сабудара (реж. Шота Манагадзе).
- Судьба женщины (реж. Нико Санишвили).
- Фатима (реж. Семён Долидзе).
- Чужие дети (реж. Тенгиз Абуладзе).

#### Фильмы РСФСР
- «В твоих руках жизнь», (реж. Николай Розанцев)
- «Васисуалий Лоханкин», (реж. Георгий Данелия и Шухрат Аббасов)
- «Город зажигает огни», (реж. Владимир Венгеров)
- «Девушка с гитарой», (реж. Александр Файнциммер)
- «Дело было в Пенькове», (реж. Станислав Ростоцкий)
- «Дело „Пёстрых“», (реж. Николай Досталь)
- «Добровольцы», (реж. Юрий Егоров)
- «Дорогой мой человек», (реж. Иосиф Хейфиц)
- «Дружок», (реж. Виктор Эйсымонт)
- «Жених с того света», (реж. Леонид Гайдай)
- «Жизнь прошла мимо», (реж. Владимир Басов)
- «Иван Бровкин на целине», (реж. Иван Лукинский)
- «Идиот», (реж. Иван Пырьев)
- «Кочубей», (реж. Юрий Озеров)
- «Ленинградская симфония», (реж. Захар Аграненко)
- «Матрос с „Кометы“», (реж. Исидор Анненский)
- «Мистер Икс», (реж. Юзеф Хмельницкий)
- «Новые похождения Кота в сапогах», (реж. Александр Роу)
- «Очередной рейс», (реж. Рафаил Гольдин)
- «Последний дюйм», (реж. Никита Курихин и Теодор Вульфович)
- «Трое вышли из леса», (реж. Константин Воинов)
- «Шофёр поневоле», (реж. Надежда Кошеверова)
- «Юность наших отцов», (реж. Михаил Калик и Борис Рыцарев)

#### Фильмы совместных производителей

##### Двух и более стран
- «Сампо», (реж. Александр Птушко)

##### Двух киностудий, или двух союзных республик
- «Ч. П. — Чрезвычайное происшествие», (реж. Виктор Ивченко)

#### Фильмы УССР
- «Голубая стрела», (реж. Леонид Эстрин)
- «Два Фёдора», (реж. Марлен Хуциев)
- «Мальчики», (реж. Суламифь Цыбульник)
- «Первый парень» (реж. Сергей Параджанов)

### Телесериалы

#### Латиноамериканские телесериалы

##### Мексика
- Гутьерритос
- Запретная тропа
- Шаг над пропастью

## Лидеры проката
- «Девушка без адреса», (реж. Эльдар Рязанов) — 2 место, 36.5 млн зрителей
- «Дело „Пёстрых“», (реж. Николай Досталь) — 4 место, 33.73 млн зрителей
- «Восемнадцатый год», (реж. Григорий Рошаль) — 6 место, 33.00 млн зрителей

## Знаменательные события
- Фильм «Летят журавли» (режиссёр Михаил Калатозов) завоёвывает на кинофестивале в Каннах Золотую пальмовую ветвь
- 29 апреля — завершено строительство ростовского телецентра.

## Персоналии

### Родились
- 3 марта — Миранда Ричардсон — английская актриса.
- 9 марта — Линда Фиорентино — американская киноактриса.
- 21 марта — Гэри Олдмен — британский актёр, режиссёр и продюсер.
- 3 апреля — Алек Болдуин — американский актёр, режиссёр.
- 9 апреля — Елена Кондулайнен — советская и российская актриса театра и кино.
- 21 апреля — Энди Макдауэлл — американская киноактриса.
- 29 апреля — Мишель Пфайффер — американская актриса.
- 20 мая — Алексей Гуськов — советский и российский актёр, продюсер, заслуженный артист России.
- 29 мая — Аннет Бенинг — американская киноактриса.
- 30 мая — Елена Майорова — советская и российская актриса театра и кино, заслуженная артистка РСФСР.
- 13 июня — Сергей Маковецкий — советский и российский актёр театра и кино.
- 8 июля — Кевин Бейкон — американский актёр, продюсер, режиссёр.
- 17 июля — Вонг Карвай — гонконгский кинорежиссёр.
- 23 июля — Бржетислав Рыхлик, чешский актёр, режиссёр, сценарист.
- 24 августа — Стив Гуттенберг — американский актёр, продюсер.
- 25 августа — Тим Бёртон — американский кинорежиссёр, мультипликатор и писатель.
- 1 сентября — Сергей Гармаш — советский и российский актёр театра и кино.
- 16 сентября — Дженнифер Тилли — американская киноактриса.
- 21 сентября — Виктор Вержбицкий — советский и российский актёр театра и кино.
- 25 сентября — Майкл Мэдсен — американский актёр.
- 9 октября — Майкл Паре — американский актёр.
- 16 октября — Тим Роббинс — американский актёр, режиссёр.
- 20 октября — Вигго Мортенсен — американский актёр датского происхождения.
- 5 ноября — Роберт Патрик — американский актёр.
- 17 ноября — Мэри Элизабет Мастрантонио — американская актриса.
- 22 ноября — Джейми Ли Кёртис — американская актриса.
- 6 декабря — Александр Балуев — советский и российский актёр театра и кино.
- 27 декабря — Барбара Крэмптон — американская актриса.